# Revolução das Toras
A Revolução das Toras (em servo-croata:  Balvan revolucija / Балван револуција) foi uma insurreição que começou em 17 de agosto de 1990, em áreas da República da Croácia que eram significativamente povoadas por sérvios étnicos. Um ano inteiro de tensão, incluindo pequenas escaramuças e sabotagens, passou antes que estes eventos se transformassem na Guerra da Independência da Croácia.

## Prelúdio
Em 1988-89, uma série de protestos na Iugoslávia por partidários do líder sérvio Slobodan Milošević conseguiram derrubar o governo da República Socialista de Montenegro, bem como os governos das províncias sérvias de Voivodina e Kosovo, substituindo os seus líderes por aliados de Milosevic. As repúblicas iugoslavas ocidentais da Eslovênia e da Croácia resistiram com sucesso às tentativas de expandir a revolta para os seus territórios e viraram-se contra Milošević. Em 8 de julho de 1989, uma grande manifestação nacionalista sérvia foi realizada em Knin, durante a qual foram exibidas faixas ameaçando uma intervenção do Exército Popular Iugoslavo (JNA) na Croácia, bem como a iconografia dos Chetniks. Antes das primeiras eleições livres em Abril e Maio de 1990, as relações étnicas entre os croatas e os sérvios na República Socialista Soviética da Croácia tornaram-se objeto de debate político.
Os sérvios locais da aldeia de Berak ergueram barricadas para perturbar as eleições.  Durante o ato de transição governamental das antigas para as novas autoridades na Croácia, o JNA organizou uma "manobra militar regular" na qual um regimento de paraquedistas foi destacado para o Aeroporto de Pleso, o que foi considerado uma ameaça implícita.  Em 14 de maio de 1990, as armas da Defesa Territorial (TO) da Croácia foram retiradas pelo Exército Popular Iugoslavo,  impedindo a possibilidade de a Croácia ter as suas próprias armas como foi feito na Eslovênia.  Segundo Borisav Jović, então presidente da Iugoslávia, esta ação foi feita a mando da República da Sérvia. Esta ação deixou a Croácia extremamente vulnerável à pressão de Belgrado, cuja liderança começou a intensificar os seus desafios públicos às fronteiras da Croácia.
Num ato de protesto, a parte militante dos sérvios croatas em algumas áreas onde constituíam a maioria começou a recusar autoridade ao novo governo croata e, no início de 1990, realizou várias reuniões e comícios públicos em apoio à sua causa e em protesto contra a novo governo. Estes protestos foram em apoio ao nacionalismo sérvio, a uma Iugoslávia centralizada e a Milošević (ver Revolução Antiburocrática).
Em junho e julho de 1990, os representantes sérvios na Croácia rejeitaram abertamente as alterações propostas pelo novo governo à Constituição da República Socialista da Croácia, que mudaram o nome da república e introduziram novos símbolos de estado.  A população sérvia os associou aos símbolos do Estado Independente da Croácia, aliado dos nazistas, durante a Segunda Guerra Mundial, embora o tabuleiro de damas croata seja um símbolo histórico que já havia sido oficialmente contido no brasão da República Socialista da Croácia dentro da Iugoslávia.
No Verão de 1990, o processo de dissolução estava em curso, com o governo croata a implementar políticas que eram vistas como abertamente nacionalistas e de natureza anti-sérvia, como a remoção da escrita cirílica sérvia da correspondência em cargos públicos. No final da década de 1980, vários artigos foram publicados na Sérvia sobre o perigo de o cirílico ser totalmente substituído pelo latim, colocando assim em perigo o que era considerado um símbolo nacional sérvio.
À medida que as tensões aumentavam e a guerra se tornava mais iminente, os sérvios em instituições públicas foram forçados a assinar "folhas de lealdade" ao novo governo croata, e a recusa em fazê-lo resultou na demissão imediata. A política foi especialmente visível no Ministério dos Assuntos Internos, uma vez que alguns dos sérvios que lá serviam foram presos por apoiarem a Milícia Krajina, também conhecida como Polícia de Martić. Também foi colocada pressão sobre intelectuais sérvios como Jovan Rašković, que promoveram ideias da Grande Sérvia.

## Bloqueios
Liderados por Milan Babić e Milan Martić, os sérvios locais proclamaram o Oblast Autônomo Sérvio de Krajina em agosto de 1990 e começaram a bloquear estradas que ligavam a Dalmácia ao resto da Croácia. O bloqueio foi feito principalmente com toras cortadas de matas próximas, razão pela qual o evento foi apelidado de "Revolução das Toras". Os organizadores estavam armados com armas ilegais fornecidas por Martić. Uma vez que se tratou de uma acção planeada, programada para a época das férias de Verão e que cortou os laços terrestres com a popular região turística da Dalmácia, foram causados elevados danos econômicos ao turismo croata.
A revolta foi explicada pelos sérvios com palavras de que estão "aterrorizados [pelo governo croata]" e que "[lutam por] mais direitos culturais, linguísticos e educacionais". O jornal sérvio "Večernje Novosti" escreveu que "2.000.000 de sérvios [estão] prontos para ir à Croácia para lutar". Os diplomatas ocidentais comentaram que a mídia sérvia está inflamando as paixões e o governo croata disse: "Sabíamos do cenário para criar confusão na Croácia".
As pequenas escaramuças da Revolução das Toras aparentemente causaram uma vítima policial - na noite de 22/23 de novembro de 1990, um carro da polícia croata foi alvejado em uma colina perto de Obrovac e um dos policiais, Goran Alavanja, de 27 anos,, morreu devido a sete ferimentos à bala. O incidente envolveu três policiais de etnia sérvia que teriam sido baleados por um único rebelde sérvio armado, mas o assassinato nunca foi oficialmente resolvido. Evidências circunstanciais apontam para que um grupo liderado por Simo Dubajić tenha perpetrado o assassinato.
Em outro incidente anterior perto de Petrinja, outro policial croata, Josip Božićević, foi baleado por uma arma de fogo na noite de 28 de setembro de 1990, e um memorando vazado do Ministério de Assuntos Internos classificou isso como uma fatalidade.
Em 21 de dezembro de 1990, os municípios de Knin, Benkovac, Vojnić, Obrovac, Gračac, Dvor e Kostajnica adotaram o "Estatuto da Região Autônoma Sérvia de Krajina".
Mais de duzentos incidentes armados envolvendo os rebeldes sérvios e a polícia croata foram relatados entre agosto de 1990 e abril de 1991.

## Consequências
O Conselho Nacional Sérvio em 16 de março de 1991 declarou Krajina independente da Croácia. Em 12 de maio de 1991, foi realizado um referendo com mais de 99% dos votos apoiando a unificação com a Sérvia. Em 1 de abril de 1991, declarou que se separaria da Croácia.
Posteriormente, a assembleia de Krajina declarou que “o território do SAO Krajina é parte constitutiva do território unificado da República da Sérvia”. As hostilidades abertas da Guerra da Independência da Croácia começaram em abril de 1991.
Como parte de seu acordo judicial com a promotoria, em 2006 Milan Babić testemunhou contra Martić durante seu julgamento do TPIJ, dizendo que Martić "o enganou para que concordasse com a Revolução das Toras". Ele também testemunhou que toda a guerra na Croácia foi “responsabilidade de Martić, orquestrada por Belgrado”. Ambos foram condenados por limpeza étnica de croatas e outros não-sérvios de Krajina.